# Anything Goes (Guns N' Roses)
Anything Goes è l'undicesima traccia dell'album Appetite for Destruction della band californiana dei Guns N' Roses.

## La canzone
La canzone tratta di temi erotici e fu scritta da Axl Rose e Izzy Stradlin insieme a Chris Weber nel 1981, quando i tre militavano ancora negli Hollywood Rose. Il titolo originale della canzone era My Way, Your Way ma fu poi cambiato quando Rose e Stradlin la ripresero e lavorarono sulla traccia insieme agli altri membri del gruppo per pubblicarla su Appetite for Destruction.